# Hermann Josef Busch
Hermann Josef Busch (* 20. Februar 1943 in Monheim am Rhein; † 28. Dezember 2010 in Siegen) war ein deutscher Musikwissenschaftler und Hochschullehrer.

## Leben
Hermann Josef Busch studierte Musikwissenschaft, Kirchenmusik, Schulmusik, Geschichte und Psychologie in Mainz und Münster. Er lehrte bis 2008 als Professor für Musikwissenschaft an der Universität Siegen. Weitere Lehraufträge hatte er an den Musikhochschulen in Köln, Detmold und Mainz. Von 1973 bis 1993 war er Chefredakteur von Ars Organi.

## Schriften

### Als Verfasser
- Georg Poss, Leben und Werk. Musikverlag Katzbichler, München 1972, ISBN 3-87397-022-8, zugleich: Dissertation, Universität Mainz, Philosophische Fakultät, 1970.
- Die Orgeln des Kreises Siegen. Pape, Berlin 1974, ISBN 3-921140-12-9
- Die Orgeln des Limburger Domes. Bischöfl. Ordinariat, Limburg 1978, OCLC 603130393
- mit Werner Klüppelholz: Musik – gedeutet und gewertet. Deutscher Taschenbuch-Verlag, München 1983, ISBN 3-423-02937-4.
- Zur Interpretation der französischen Orgelmusik. Merseburger, Berlin 1986, ISBN 3-87537-214-X.
- Die Nikolaikirche zu Leipzig und ihre Orgel. Evangelische Verlagsanstalt, Leipzig 2004, ISBN 3-374-02205-7.
- mit Michael Heinemann: Zur deutschen Orgelmusik des 19. Jahrhunderts. Butz, St. Augustin 2006, ISBN 3-89564-035-2.

### Als Herausgeber
- mit Michel Aucher: Orgeln in Paris und Chartres, Houdan, Le Petit Andely, Pithiviers, Rouen, Versailles. Merseburger, Kassel 1977, 2., verbesserte Auflage 1979, ISBN 3-87537-147-X.
- Zur Interpretation der Orgelmusik Max Regers. Merseburger, Kassel 2007, ISBN 978-3-87537-311-0.
- mit Matthias Geuting: Lexikon der Orgel. Laaber, Laaber 2007, ISBN 978-3-89007-508-2.